# حصب الحميدي (المضاربة والعارة)

تعديل مصدري - تعديل

حصـب الحميدي هي إحدى قرى عزلة المضاربة بمديرية المضاربة والعارة التابعة لمحافظة لحج، بلغ تعداد سكانها 70 نسمة حسب تعداد اليمن لعام 2004.